# Сімон Тібблінг
Сімон Тібблінг (швед. Simon Tibbling, нар. 7 вересня 1994, Стокгольм) — шведський футболіст, півзахисник клубу «Гронінген».
Виступав, зокрема, за клуб «Юргорден», а також молодіжну збірну Швеції, з якою став чемпіоном Європи.

## Клубна кар'єра
Народився 7 вересня 1994 року у Стокгольмі. Почав грати в футбол у віці шести років, коли мати привела його до школи місцевого нижчолігового клубу «Гродінге». У дев'ять років Тібблінг був запрошений в Стокгольмі до молодіжного клубу «Броммапойкарна», і шість місяців по тому він приєднався до них на постійній основі. 

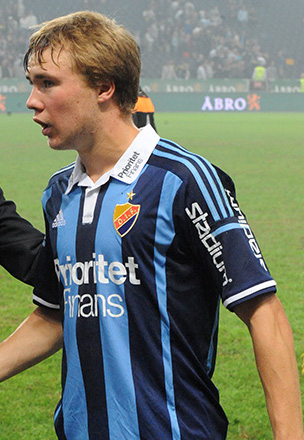
Сімон Тібблінг під час виступів за «Юргорден». 13 серпня 2014 року.

За роки там Сімон привернув велику увагу з боку деяких з найбільших клубів в світ і навіть був на перегляді у «Манчестер Юнайтед», «Баварії» і «Аяксі». Влітку 2010 року «Аякс» провів переговори з «Броммапойкарною» по переходу гравця, але Тібблінг хотів залишитися в Швеції і перед початком сезону 2011 року натомість перейшов до сильнішого стокгольмського клубу «Юргорден», де провів ще один сезон, після чого був переведений у першу команду.
29 квітня 2012 року в матчі проти «Кальмара» він дебютував у Аллсвенскан лізі. 22 жовтня в поєдинку проти ГАІСа Сімон забив свій перший гол за команду. У 2013 році він допоміг клубу вийти у фінал Кубка Швеції. Всього провів в команді три сезони, взявши участь у 73 матчах чемпіонату. З другого сезону був основним гравцем команди.
На початку 2015 року Тібблінг перейшов у нідерландський «Гронінген». Сума трансферу склала 1,5 млн. євро. 16 січня в матчі проти амстердамського «Аякса» він дебютував у Ередівізі. 12 квітня в поєдинку проти «Камбюра» Сімон забив свій перший гол за «Гронінген». Тібблинг допоміг клубу виграти Кубок Нідерландів у першому ж сезоні. Наразі встиг відіграти за команду з Гронінгена 49 матчів в національному чемпіонаті.

## Виступи за збірні
2009 року дебютував у складі юнацької збірної Швеції, взяв участь у 29 іграх на юнацькому рівні, відзначившись 4 забитими голами.
З 2012 року залучався до складу молодіжної збірної Швеції, разом з якою виграв молодіжний чемпіонат Європи у Чехії. На турнірі він зіграв у матчах проти збірних Данії, Англії і двічі Португалії. В поєдинках проти шведів і португальців Тібблінг забив по голу. Всього на молодіжному рівні зіграв у 11 офіційних матчах, забив 2 голи.
2016 року захищав кольори олімпійської збірної Швеції на Олімпійських іграх 2016 року у Ріо-де-Жанейро.

## Досягнення
- Володар Кубка Нідерландів: 2014-15
- Володар Кубка Данії: 2017-18
- Чемпіон Європи (U-21): 2015